# Harry Eltringham
Harry Eltringham (South Shields, 18 mei 1873 - Stroud, 26 november 1941) was een Engelse entomoloog en histoloog die zich had gespecialiseerd in vlinders. 
Hij had een Master of Science (Universiteit van Cambridge en Universiteit van Oxford) en de Britse titel Doctor of Science aan de Universiteit van Oxford behaald.
Hij was werkzaam bij het Oxford University Museum of Natural History. 
Hij schreef naast een groot aantal artikelen in Transactions of the Entomological Society of London en Proceedings of the Entomological Society of London en de volgende boeken:
- 1912. A Monograph of the African species of the Genus Acraea, Fab., with a supplement on those of the Oriental Region,
- 1916. On Specific and Mimetic Relationships in the genus Heliconius,
- 1930. Histological and illustrative methods for entomologists,
- 1933. The Senses of Insects.

Hij werd verkozen tot Fellow van de Royal Entomological Society (voorzitter van 1931 tot 1932) en in mei 1930 Fellow of the Royal Society.